# Casae Medianae
Casae Medianae (łac. Diocesis Casamedianensis) – stolica historycznej diecezji w Cesarstwie rzymskim w prowincji Numidia zlikwidowana w VII w. podczas ekspansji islamskiej, współcześnie w północnej Algierii. Obecnie katolickie biskupstwo tytularne. 

## Biskupi tytularni
| Lp. | Biskup                           | Funkcja                                           | Od                   | Do                   |
| --- | -------------------------------- | ------------------------------------------------- | -------------------- | -------------------- |
| 1   | Marcelo González Martín          | arcybiskup koadiutor Barcelony (Hiszpania)        | 21 lutego 1966       | 7 stycznia 1967      |
| 2   | José Capmany Casamitjana         | biskup pomocniczy Barcelony (Hiszpania)           | 22 października 1968 | 20 kwietnia 1995     |
| 3   | Xavier de Maupeou                | biskup pomocniczy São Luís do Maranhão (Brazylia) | 2 sierpnia 1995      | 18 lutego 1998       |
| 4   | Eduardo Benes de Sales Rodrigues | biskup pomocniczy Porto Alegre (Brazylia)         | 11 marca 1998        | 10 stycznia 2001     |
| 5   | Guy de Kérimel                   | biskup pomocniczy Nicei (Francja)                 | 19 lutego 2001       | 6 maja 2004          |
| 6   | Joseph Cistone                   | biskup pomocniczy Filadelfii (USA)                | 8 czerwca 2004       | 20 maja 2009         |
| 7   | Manuel Linda                     | biskup pomocniczy Bragi (Portugalia)              | 27 czerwca 2009      | 10 października 2013 |
| 8   | Medardo de Jesús Henao del Río   | wikariusz apostolski Mitú (Kolumbia)              | 23 listopada 2013    |                      |